# Sudbury (Suffolk)
Sudbury è un paese di 12 080 abitanti della contea del Suffolk, in Inghilterra.

## Amministrazione

### Gemellaggi
- Clermont
- Höxter
- Fredensborg